# Сен-Клеман-сюр-Дюранс
Сен-Клема́н-сюр-Дюра́нс (фр. Saint-Clément-sur-Durance, окс. Sant Clamenç sus Durença) — коммуна во Франции, находится в регионе Прованс — Альпы — Лазурный Берег. Департамент коммуны — Верхние Альпы. Входит в состав кантона Гийестр. Округ коммуны — Бриансон.
Код INSEE коммуны — 05134.

## Население
Население коммуны на 2008 год составляло 276 человек.
| 1962 | 1968 | 1975 | 1982 | 1990 | 1999 | 2008 |
| ---- | ---- | ---- | ---- | ---- | ---- | ---- |
| 189  | 227  | 195  | 205  | 191  | 229  | 276  |

## Экономика
В 2007 году среди 184 человек в трудоспособном возрасте (15—64 лет) 135 были экономически активными, 49 — неактивными (показатель активности — 73,4 %, в 1999 году было 75,0 %). Из 135 активных работали 128 человек (67 мужчин и 61 женщина), безработных было 7 (3 мужчин и 4 женщины). Среди 49 неактивных 16 человек были учениками или студентами, 18 — пенсионерами, 15 были неактивными по другим причинам.

## Достопримечательности
- Башня Сен-Клеман